# Портурнес
Портурнес — опустевшая деревня в Дебёсском районе Удмуртской республики.

## География
Находится в восточной части Удмуртии на расстоянии приблизительно 5 км на север-северо-восток по прямой от районного центра села Дебёссы.

## История
Известна с 1873 года как починок По речке Турмес (Кабак) с 11 дворами. В 1893 году 25 дворов, в 1905 году- 37, в 1920 — 44 (26 русских и 18 удмуртских), в 1924 — 42. Первые поселенцы приехали сюда из села Дебёссы. До 2021 года входила в состав Тольенского сельского поселения.

## Население
Постоянное население составляло 105 человек (1873 год), 169 (1893, в том числе удмуртов — 100 и русских — 69), 258 (1905), 271 (1924), 0 человек в как в 2002 году, так и в 2012.